# Yokohama Flügels 1998
Questa voce raccoglie le informazioni riguardanti lo Yokohama Flügels nelle competizioni ufficiali della stagione 1998.

## Stagione
In un contesto di crisi societaria, lo Yokohama Flügels disputò un campionato di centroclassifica e fu presto estromesso dalla Coppa di Lega: malgrado l'annunciata chiusura per fusione con gli Yokohama Marinos la squadra trovò il modo di vincere la Coppa dell'Imperatore prevalendo in quello che sarebbe stato l'ultimo incontro disputato dalla compagine prima della cessazione delle attività.

## Rosa
| N. |                     | Ruolo | Calciatore         |
| -- | ------------------- | ----- | ------------------ |
| 1  | Giappone (bandiera) | P     | Seigō Narazaki     |
| 2  | Giappone (bandiera) | C     | Kazuki Satō        |
| 3  | Giappone (bandiera) | D     | Norihiro Satsukawa |
| 4  | Giappone (bandiera) | D     | Jin Satō           |
| 5  | Giappone (bandiera) | C     | Motohiro Yamaguchi |
| 6  | Giappone (bandiera) | C     | Atsuhiro Miura     |
| 7  | Giappone (bandiera) | C     | Takeo Harada       |
| 8  | Brasile (bandiera)  | C     | César Sampaio      |
| 9  | Giappone (bandiera) | A     | Takayuki Yoshida   |
| 10 | Giappone (bandiera) | C     | Hideki Nagai       |
| 11 | Giappone (bandiera) | A     | Hiroki Hattori     |
| 12 | Giappone (bandiera) | D     | Yasuhiro Hato      |
| 13 | Giappone (bandiera) | D     | Kōji Maeda         |
| 14 | Giappone (bandiera) | D     | Shōji Nonoshita    |
| 15 | Giappone (bandiera) | C     | Haruki Seto        |
| 16 | Giappone (bandiera) | P     | Hiroshi Sato       |

| N. |                       | Ruolo | Calciatore          |
| -- | --------------------- | ----- | ------------------- |
| 17 | Giappone (bandiera)   | D     | Seiichiro Okuno     |
| 18 | Giappone (bandiera)   | C     | Takahiro Okubo      |
| 19 | Giappone (bandiera)   | A     | Takashi Sakurai     |
| 20 | Giappone (bandiera)   | P     | Hiroyuki Nitao      |
| 21 | Giappone (bandiera)   | P     | Yoshitaka Kishikawa |
| 22 | Giappone (bandiera)   | A     | Yoshikiyo Kuboyama  |
| 23 | Giappone (bandiera)   | D     | Yuki Inoue          |
| 24 | Giappone (bandiera)   | C     | Hideyuki Ujiie      |
| 25 | Giappone (bandiera)   | D     | Shigeki Tsujimoto   |
| 26 | Giappone (bandiera)   | D     | Kazuki Teshima      |
| 27 | Giappone (bandiera)   | C     | Yasuhito Endō       |
| 28 | Giappone (bandiera)   | A     | Hideo Ōshima        |
| 29 | Brasile (bandiera)    | A     | Anderson            |
| 30 | Russia (bandiera)     | A     | Igor' Ledjachov     |
| 31 | Portogallo (bandiera) | A     | Paulo Futre         |

## Statistiche

### Statistiche di squadra
| Competizione           | Punti | Totale | Totale | Totale | Totale | Totale | Totale | DR  |
| Competizione           | Punti | G      | V      | N      | P      | Gf     | Gs     | DR  |
| ---------------------- | ----- | ------ | ------ | ------ | ------ | ------ | ------ | --- |
| J. League              | 51    | 34     | 19     | 0      | 15     | 70     | 64     | +6  |
| Coppa Yamazaki Nabisco | -     | 4      | 1      | 0      | 3      | 5      | 7      | -2  |
| Coppa dell'Imperatore  | -     | 5      | 5      | 0      | 0      | 12     | 4      | +8  |
| Totale                 | -     | 43     | 25     | 0      | 30     | 87     | 75     | +12 |

### Statistiche dei giocatori
| Giocatore | J. League | J. League |
| Giocatore | Presenze  | Reti      |
| --------- | --------- | --------- |
| Anderson  | 14        | 3         |
| Endō      | 16        | 1         |
| P. Futre  | 13        | 3         |
| Harada    | 22        | -         |
| Hato      | 16        | -         |
| Hattori   | 11        | 1         |
| Inoue     | 9         | -         |
| Kuboyama  | 10        | 3         |
| Lediakhov | 23        | 15        |
| Maeda     | 24        | 1         |
| Miura     | 32        | 10        |
| Nagai     | 32        | 12        |
| Narazaki  | 34        | -         |
| Nonoshita | 8         | -         |
| Okubo     | 5         | -         |
| Okuno     | 3         | -         |
| Ōshima    | 6         | -         |
| Sampaio   | 28        | 2         |
| Sakurai   | 1         | -         |
| J. Sato   | 14        | 1         |
| K. Sato   | 19        | 3         |
| Satsukawa | 32        | -         |
| Seto      | 20        | -         |
| Ujiie     | 9         | 1         |
| Yamaguchi | 34        | 7         |
| Yoshida   | 20        | 5         |